# Sigma Aquilae
Sigma Aquilae, được Latinh hóa từ σ Aquilae, là tên gọi của Bayer cho một hệ sao nhị phân nằm ở trong chòm sao xích đạo Thiên Ưng. Độ lớn đường cơ sở rõ ràng của cặp này là +5,17,, theo Bortle Dark-Sky Scale, đủ sáng để nhìn thấy bằng mắt thường từ bầu trời ngoại ô. Do quỹ đạo của Trái đất về Mặt trời, hệ thống này có độ dịch chuyển thị sai hàng năm là 4,18 mas. Điều này cung cấp ước tính khoảng cách khoảng 780 năm ánh sáng (240 parsec).
Sigma Aquilae là một hệ sao nhị phân quang phổ hai lớp  gồm hai ngôi sao dãy chính loại B lớn; mỗi loại có phân loại sao B3   V. Chúng là các thành phần được tách rời,< có nghĩa là hai ngôi sao cách nhau đủ xa mà không lấp đầy thùy Roche của nó.
Do mặt phẳng quỹ đạo nằm sát đường ngắm với Trái đất, chúng tạo thành một hệ sao nhị phân biến thiên Beta Lyrae làm lu mờ. Độ sáng của cặp giảm trong mỗi lần thiên thực, xảy ra với tần số được xác định bởi chu kỳ quỹ đạo của chúng là 1.95026 ngày Trong quá trình thiên thực của thành phần chính, cường độ mạng giảm 0,20; nhật thực của thành phần thứ cấp làm giảm cường độ 0,10.